# Catastrofe di Courrières
La catastrofe di Courrières è il peggior incidente minerario mai avvenuto in Europa; si verificò il 10 marzo 1906 nell'arrondissement di Lens, nella Francia settentrionale e provocò la morte di almeno 1 099 minatori, tra cui molti adolescenti. Stando ai dati ufficiali si tratta, su scala mondiale, della seconda catastrofe mineraria della storia per numero di vittime, dietro al disastro avvenuto il 26 aprile 1942 in Cina, nella miniera di carbone di Benxihu, nel quale persero la vita 1 549 minatori.
A dispetto del nome, l'incidente non avvenne a Courrières, bensì in alcuni comuni vicini: Sallaumines, Billy-Montigny, Méricourt e Noyelles-sous-Lens, situati pochi kilometri a est della città di Lens.

## Dinamica dei fatti

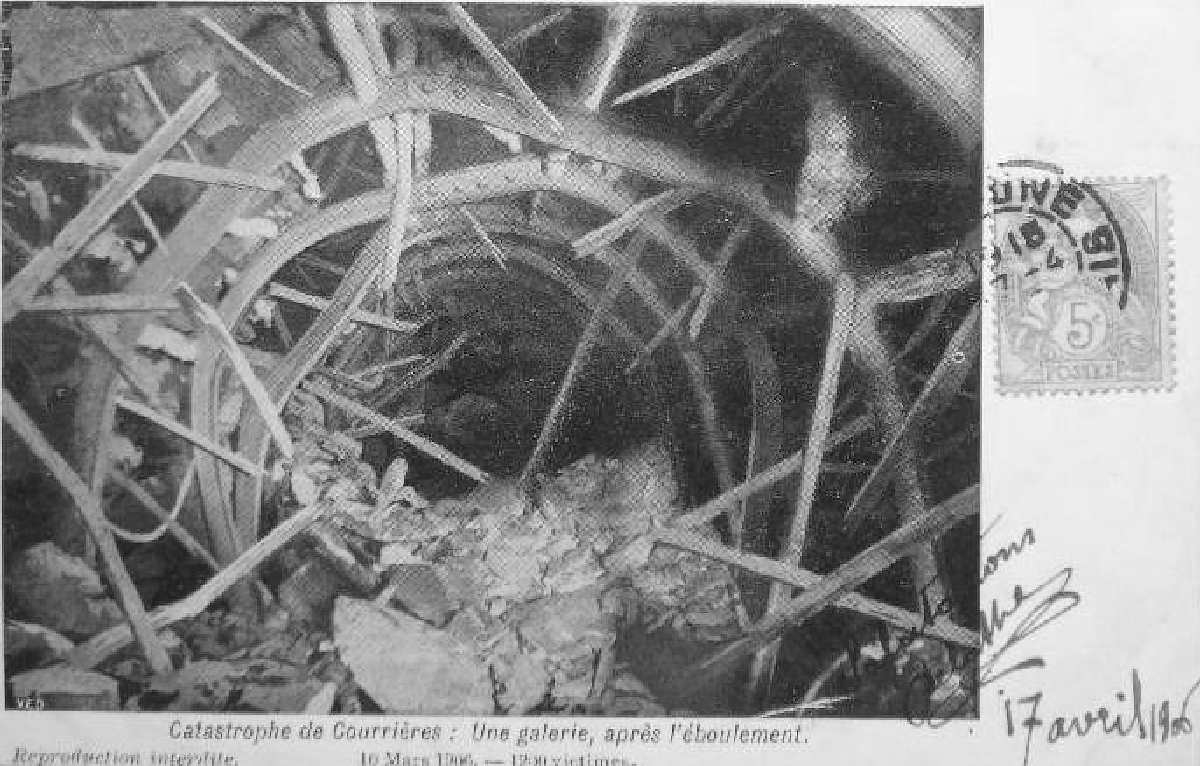
Una delle gallerie della miniera dopo l'esplosione

Si trattò di un'esplosione causata dall'ignizione di polvere di carbone che distrusse completamente la miniera. Courrières era il nome della società che gestiva la miniera, il cui nome completo era Compagnie des mines de houille de Courrières (Compagnia delle miniere di carbone di Courrières). I pozzi dell'azienda risalivano all'epoca del Secondo Impero e disponevano di importanti tunnel per il trasporto del carbone; i lavori di estrazione venivano effettuati a una profondità compresa tra 326 e 340 metri.
Un'esplosione estremamente violenta si udì alle 6:34 del mattino di sabato 10 marzo 1906. Una gabbia dell'ascensore sotterraneo del tunnel 3 fu scaraventata in aria, danneggiando le strutture di ingresso della miniera; finestre e tetti furono abbattuti sulla superficie della miniera. Dal tunnel 4 venne estratta una gabbia dell'ascensore che conteneva solo individui morti o privi di sensi.
Secondo alcuni ingegneri l'esplosione delle polveri di carbone sarebbe stato innescato dal grisù sprigionato da alcune lampade ad acetilene in dotazione ad alcuni minatori; altri ingegneri, peraltro, sono giunti alla conclusione che l'esplosione della polvere avvenne in totale assenza di grisù. Quest'ultima ipotesi è quella attualmente più accreditata.
L'incendio scoppiato nei giorni precedenti non sarebbe stata la causa diretta della progressiva saturazione di gas tossici sul fondo della miniera. Peraltro, era stato da poco scoperto un incendio in uno dei tunnel a Méricourt; Pierre Simon, un delegato minerario, aveva chiesto che nessun minatore entrasse nelle gallerie finché l'incendio non fosse stato risolto, ma la sua richiesta era stata ignorata: gli ingegneri deputati alla gestione della miniera, infatti, si limitarono a costruire barriere allo scopo di impedire la propagazione diretta dell'incendio.
La maggior parte dei lavoratori morì asfissiata o ustionata dalle esplosioni di gas tossico. Solo 576 minatori riuscirono a sfuggire alla catastrofe. Al conteggio delle vittime vanno aggiunti almeno 16 soccorritori intervenuti in precarie condizioni di igiene e di sicurezza.

## Calcolo delle vittime
Il bilancio ufficiale della catastrofe è di 1 099 morti, su un totale di quasi 1 800 minatori ufficialmente al lavoro in quel momento, ma il numero reale di vittime fu probabilmente più alto a causa della presenza di lavoratori irregolari, il cui decesso non fu attribuito a questo incidente. 
Si sostenne che il gran numero di vittime fosse stato dovuto in gran parte all'ostinazione della compagnia mineraria, che continuò l'opera di sfruttamento lavorativo nonostante l'incendio nei bassifondi della miniera non fosse ancora stato domato e i fumi e i gas tossici riempissero ancora le gallerie. Forse il numero dei morti sarebbe stato inferiore se le ricerche non si fossero interrotte il terzo giorno dopo l'incidente e se, allo scopo di spegnere l'incendio e di preservare il giacimento di carbone, non fosse stata murata una parte della miniera.
La gestione della catastrofe da parte dell'azienda venne aspramente criticata dai minatori e dalle loro famiglie. La compagnia mineraria venne accusata di aver trascurato la sicurezza dei minatori, a vantaggio della protezione delle infrastrutture, in particolare per aver deciso di murare le gallerie e di invertire il flusso di ventilazione per fare fuoriuscire il fumo dalle gallerie e sperare così di spegnere l'incendio, invece di facilitare il lavoro dei pompieri fornendogli aria fresca tramite i condotti di aerazione. Inoltre, per i primi tre giorni, i corpi estratti dalla miniera non vennero presentati alle famiglie per l'identificazione, cosa che fu poi possibile fare durante una sola giornata: i familiari dovettero osservare i corpi delle oltre mille vittime per riconoscere i propri parenti deceduti. Nessun responsabile della miniera, né alcun funzionario, fornirono ai parenti informazioni circa la dinamica dell'incidente.

## Superstiti

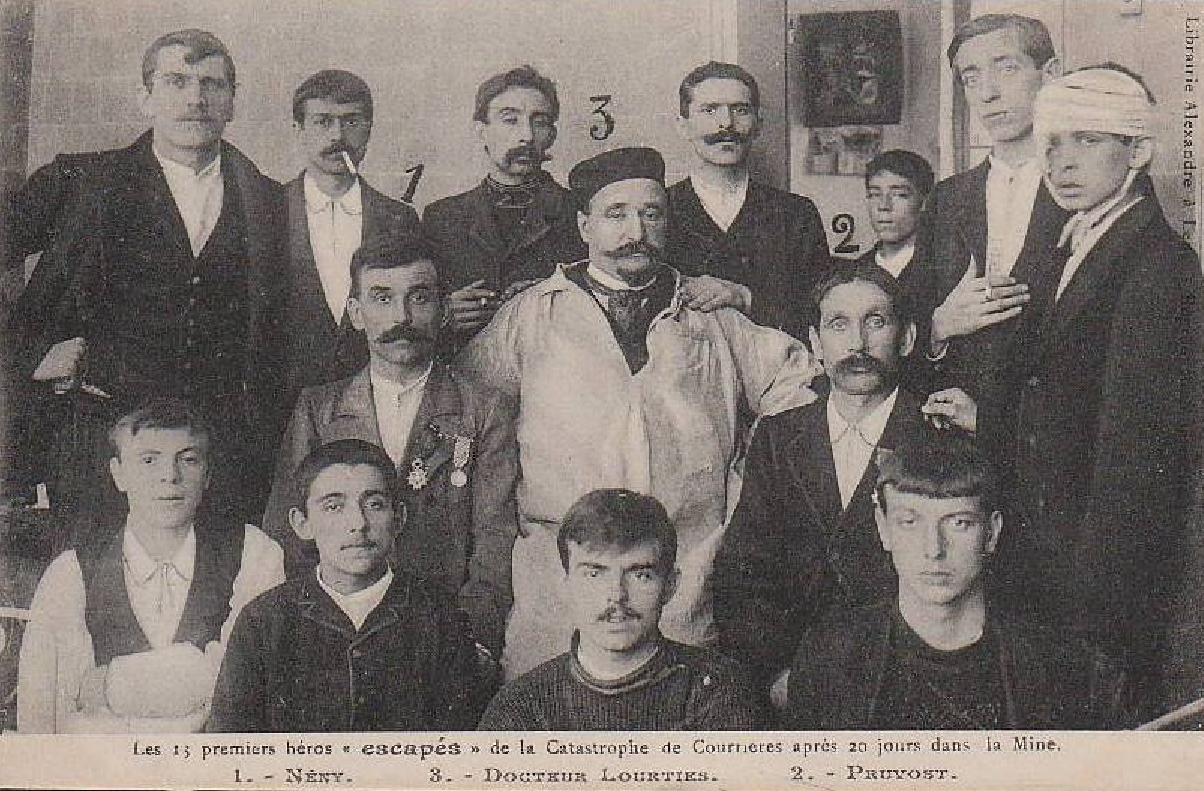
I primi 13 rescapés

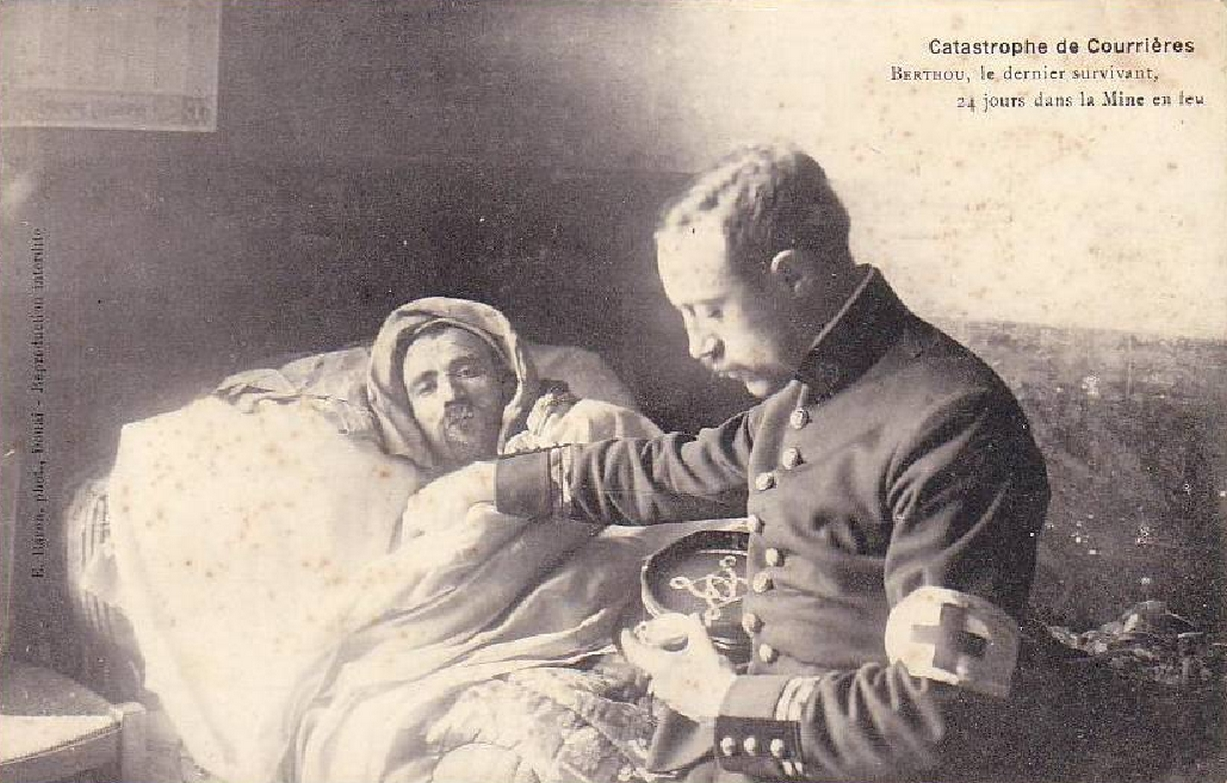
Auguste Berthon, il quattordicesimo e ultimo rescapé

Il 30 marzo, 20 giorni dopo la catastrofe, tredici rescapés (sopravvissuti) riuscirono a risalire in superficie con le proprie forze, dopo aver vagato per kilometri nel buio più totale, mangiando le riserve di cibo che avevano trovato lungo il cammino e sacrificando un cavallo per cibarsene. Un quattordicesimo rescapé, Auguste Berthon, è stato ritrovato il 4 aprile, estratto dalla miniera da una squadra di soccorritori volontari portoghesi che aveva portato delle maschere respiratorie per assistere i minatori sopravvissuti e recuperati nelle settimane precedenti. Ulteriori soccorritori tedeschi, accorsi quando le ricerche dei superstiti erano già state interrotte, vennero accolti con ostilità a causa della contemporanea crisi di Tangeri, una serie di attriti diplomatici verificatisi nel 1905 con l'opposizione della Germania al tentativo della Francia di estendere il suo potere sul Marocco.
L'ultimo sopravvissuto dei quattordici rescapés si chiamava Honoré Couplet e morì nel 1977, all'età di 91 anni. Tra di essi, due continuarono a lavorare nella miniera per altri 42 e 45 anni rispettivamente, poiché si trattava della loro unica fonte di sussistenza.

## Ripercussioni socio-politiche

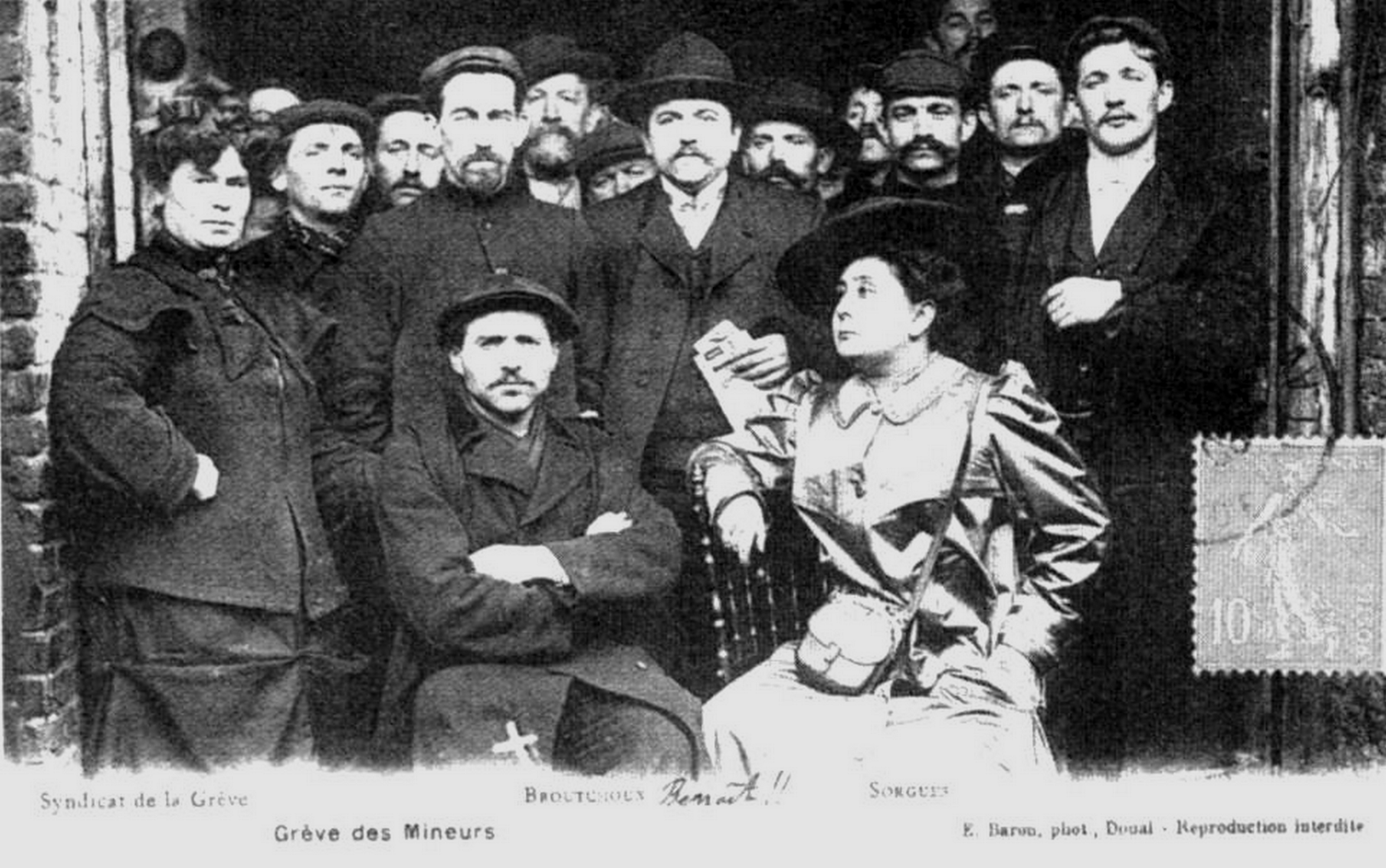
Minatori durante uno degli scioperi indetti nei giorni successivi alla catastrofe

L'indignazione che seguì alla controversia sulla gestione dei soccorsi fu all'origine di un vasta ondata di scioperi. Il 13 marzo alla fossa comune di Billy-Montigny, dopo i primi funerali delle vittime, sotto a una tempesta di neve, alla presenza di 15 000 persone, il direttore della compagnia mineraria fu accolto tra i fischi e le grida "assassino!", trovandosi costretto ad andarsene prima che la situazione degenerasse. La folla gridò inoltre "Lunga vita alla rivoluzione! Lunga vita agli scioperi!".
Il giorno successivo, il 14 marzo, i minatori superstiti si rifiutarono di tornare nella miniera; i sindacati dei lavoratori indissero uno sciopero. L'iniziativa si diffuse in tutti i siti minerari della Francia e perfino nel Borinage, una regione del Belgio. Il 16 marzo i lavoratori scioperanti furono 25 000, cifra che salì a 60 000 nei giorni successivi. Si verificarono numerosi disordini tra gli scioperanti e chi non aveva aderito all'iniziativa dei sindacati; inoltre scoppiò una rissa tra i sostenitori del "Sindacato Vecchio", presieduto da Émile Basly e quelli della "Giovane Unione", affiliata alla Confédération générale du travail (CGT) e guidata da Benoît Brotchoux. Per reprimere la montante rabbia dei minatori, Georges Clemenceau, all'epoca ministro degli interni e successivamente primo ministro francese, mobilitò 30 000 uomini tra ufficiali e soldati semplici, che giunsero sui luoghi delle sommosse anche per mezzo di tredici treni militari. Molti dei manifestanti furono arrestati.

## Commemorazioni

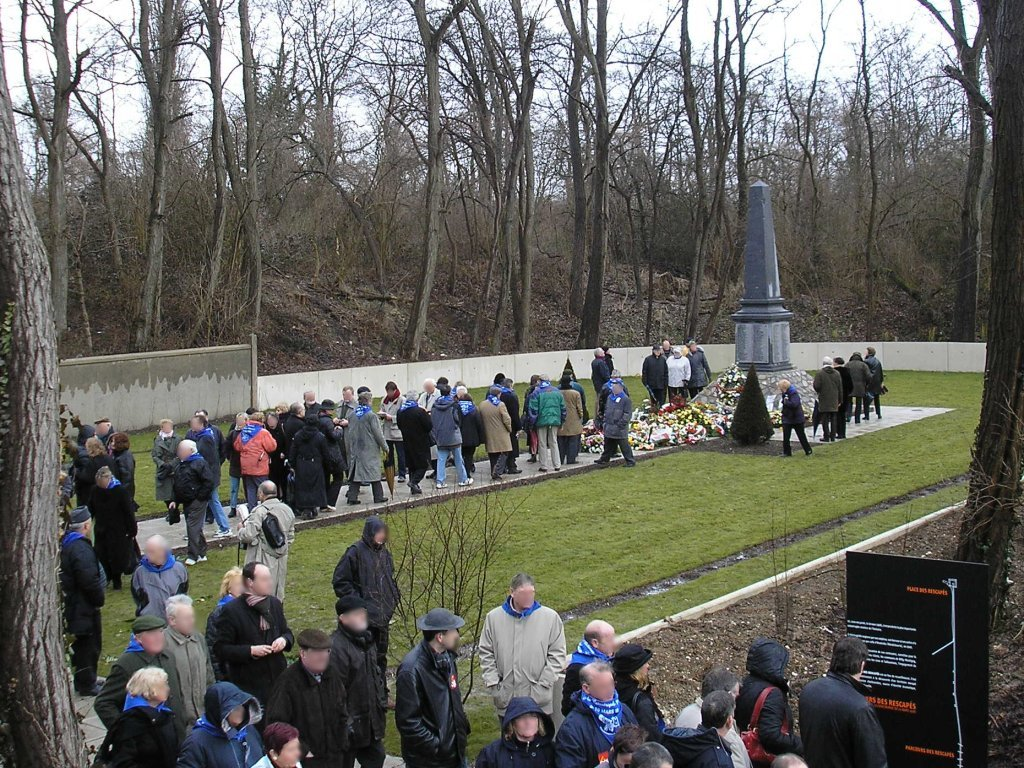
La necropoli di Méricourt

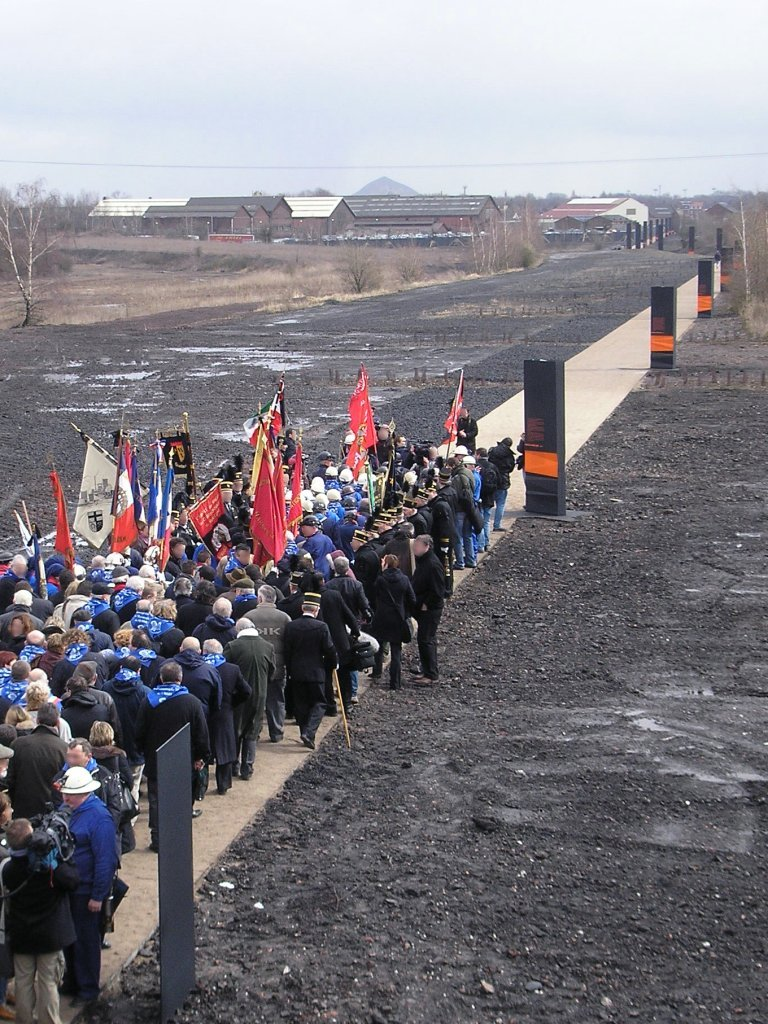
Inaugurazione del parcours des rescapés, che conduce al pozzo minerario 2 di Billy-Montigny

La necropoli di Méricourt ospita in una fossa comune i corpi di 272 minatori non identificati, morti nella catastrofe di Courrières; inoltre nella necropoli venne eretto un monumento commemorativo; un altro memoriale venne costruito nel vicino comune di Fouquières-lès-Lens molti anni più tardi, venendo inaugurato il 4 febbraio 1971. Nel 2006, in occasione del centenario della catastrofe, la Comunità di Lens-Levin organizzò un itinerario, chiamato "parcours des rescapés", tra la necropoli e il sito dell'antico "pozzo 2" di Billy-Montigny, da dove i tredici rescapés della tragedia erano tornati alla luce dopo settimane.